# Ravinia errabunda
Ravinia errabunda är en tvåvingeart som först beskrevs av Wulp 1896.  Ravinia errabunda ingår i släktet Ravinia och familjen köttflugor. Inga underarter finns listade i Catalogue of Life.